# 볼후젠역
볼후젠역(독일어: Bahnhof Wolhusen)은 스위스 루체른주 볼후젠 시에 있는 기차역이다. 스위스 연방 철도의 표준궤인 베른-루체른선과 BLS AG의 후트빌-볼후젠선이 만나는 지점에 있다.

## 운행편
다음 서비스는 볼후젠에서 정차한다.
- 레기오익스프레스 / 루체른 S-반 S6: 랑나우와 루체른 사이를 30분 간격으로 운행하며, 다른 모든 열차는 랑나우에서 베른까지 계속 운행한다.
- 루체른 S반:
  - S6/S7 : 빌리자우까지 30분 간격 운행 모든 S6 및 일부 S7 열차는 랑엔탈까지 운행.
  - S77: 빌리자우와 루체른 사이의 러시아워 서비스.